# Entente anglo-russa
A Entente Anglo-russa ou a Convenção Anglo-Russa de 1907 foi um acordo assinado em 31 de agosto de 1907, em São Petersburgo, pelo Conde Alexandre Izvolsky, Ministro dos Negócios Estrangeiros do Império Russo, e Sir Arthur Nicolson, embaixador do Reino Unido na Rússia.
A convenção pôs fim a várias décadas do Grande Jogo entre as duas potências, definindo as respectivas esferas de influência na Pérsia, no Afeganistão e no Tibete. O seu principal objetivo era o de resolver a longa disputa entre as potências imperiais sobre suas respectivas periferias, embora também tenha servido aos seus objetivos diplomáticos mais amplos, ajudando a contrabalançar a influência alemã. A Entente Anglo-russa, juntamente com a Entente Cordiale (1904) e a Aliança franco-russa (1892) formam a chamada Tríplice Entente, entre o Reino Unido, França e Rússia.
A convenção teve três seções, que tratavam da Pérsia, do Afeganistão e do Tibete:
- A Pérsia foi dividida em três zonas: uma zona britânica no sul, uma zona russa no norte, e uma pequena zona neutra, servindo como tampão, no meio. A convenção teve muito cuidado para não chamar essas zonas de 'esferas de influência', para que não ficasse evidente que as grandes potências estavam dividindo a Pérsia;
- No que diz respeito ao Afeganistão, a Rússia reconheceu o país como um semi-protetorado da Grã-Bretanha e "abandonou os seus esforços anteriores para estabelecer relações diretas com o emir";[2]
- Após a Expedição britânica no Tibete, ambas as potências concordaram em manter a integridade territorial desse Estado-tampão e "para lidar com Lhasa apenas através da China, o poder suserano".[3]

O acordo relativo à Pérsia, que tinha 5 artigos, foi assinado sem a participação ou o conhecimento do governo persa, e assim teve uma dura resposta do parlamento iraniano. A Pérsia só foi oficialmente informada do acordo mais tarde, em 16 de Setembro de 1907. Do mesmo modo, o emir do Afeganistão se recusou a reconhecer o acordo sobre seu país. E os tibetanos nunca reconheceram direitos de suserania da China sobre o Tibete.